# Classe San Giorgio (croiseur)
Ne doit pas être confondu par Classe San Giorgio, navires d'assaut amphibie à pont continu
La classe San Giorgio est une classe de deux croiseurs cuirassés de la Marine royale italienne (Regia Marina) en service entre 1910 et 1943.
Le deuxième navire, le San Marco, a été utilisé pour évaluer les turbines à vapeur récemment inventées dans un grand navire et a incorporé un certain nombre d'autres avancées technologiques. Les navires ont participé à la guerre italo-turque de 1911-1912, bien que le San Giorgio ait été en réparation pendant la majeure partie de la guerre. Le San Marco a soutenu les forces terrestres en Libye avec des tirs navals et les a aidées à occuper des villes en Libye et des îles du Dodécanèse. Pendant la Première Guerre mondiale, les activités des navires ont été limitées par la menace des sous-marins austro-hongrois, bien qu'ils aient bombardé Durrës , en Albanie, en 1918.
Après la guerre, le San Giorgio a passé plusieurs années en Extrême-Orient et au Somaliland italien et est devenu un navire-école en 1931. Après un bref déploiement en Espagne en 1936, il a été reconstruit pour mieux remplir son rôle de navire-école. L'armement anti-aérien du navire a été augmenté lorsqu'il a été déployé à Tobrouk, en Libye, pour renforcer les défenses du port après que l'Italie ait déclaré la guerre à la Grande-Bretagne en mai 1940. Le San Giorgio a été sabordé au début de 1941 alors que les forces alliées étaient sur le point de prendre le port. Son épave a été récupérée en 1952, mais a coulé alors qu'elle était remorquée. Le San Marco a été transformé en navire cible au début des années 1930 et a été retrouvé coulé à la fin de la guerre. Il a été mis à la ferraille en 1949.

## Conception et description

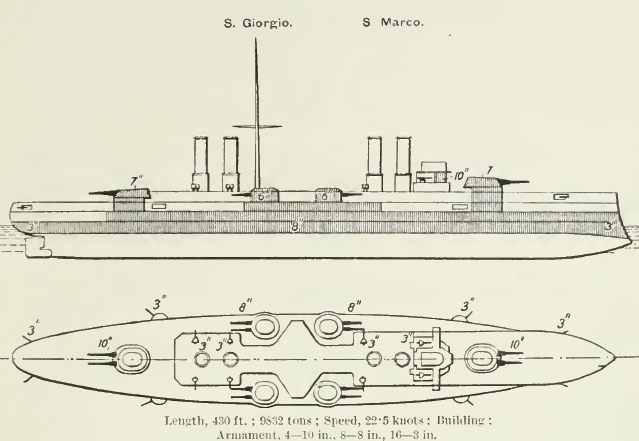
Élévation droite et plan de pont tirés de Brassey's Naval Annual 1912

La classe San Giorgio a été commandée presque immédiatement après les navires précédents de la classe Pisa, et était une version améliorée de cette conception. Le gaillard d'avant a été allongé pour améliorer la tenue à la mer, le blindage des tourelles a été augmenté, l'habitabilité a été améliorée et les machines de propulsion ont été redistribuées. Le San Marco a reçu les premières turbines à vapeur installées dans un grand navire italien à des fins de comparaison avec le San Giorgio, qui a conservé les traditionnels moteurs à vapeur verticaux à triple expansion (VTE). Le San Marco était un navire très innovant puisqu'il était le premier navire à turbine de n'importe quelle marine à avoir quatre arbres d'hélice, le premier avec un compas gyroscopique, le premier avec des réservoirs antiroulis et le premier à ne pas utiliser de bois de quelque façon que ce soit.
Les navires de la classe San Giorgio avaient une longueur entre perpendiculaires de 131,04 mètres (429 ft 11 in) et une longueur hors-tout de 140,89 mètres (462 ft 3 in). Ils avaient une largeur de 21,03 mètres (69 ft 0 in) et un tirant d'eau de 7,35-7,76 mètres (24 ft 1 in - 25 ft 6 in). Les navires avaient un déplacement de 10 167 à 10 969 tonnes métriques (10 006 à 10 796 tonnes longues) à charge normale, et de 11 300 à 11 900 tonnes métriques (11 100 à 11 700 tonnes longues) à charge profonde. Les navires avaient un effectif de 32 officiers et de 666 à 673 hommes de troupe.

### Propulsion
L'installation des machines de cette classe a été modifiée par rapport à celle de la classe Pisa, avec les moteurs au milieu du navire et les 14 chaudières à tubes d'eau à feu mixte à l'avant et à l'arrière des moteurs. Leurs échappements étaient réunis dans deux paires de cheminées très espacées. Conçus pour une vitesse maximale de 23 nœuds (43 km/h), les deux navires ont reçu différents types de machines de propulsion pour évaluation. Les deux arbres de San Giorgio, la paire de moteurs à vapeur VTE de 19 500 chevaux (14 500 kW) et les chaudières Blechynden ne différaient que légèrement de ceux utilisés par les "Pisa". En revanche, les quatre arbres du San Marco, chacun entraîné par une turbine à vapeur Parsons fabriquée sous licence, étaient une première pour la Regia Marina. Les turbines utilisaient la vapeur fournie par les chaudières Babcock & Wilcox à une pression de service de 210 psi (1 448 kPa ; 15 kgf/cm2) pour atteindre leur puissance nominale de 23 000 chevaux (17 000 kW). Les deux navires ont dépassé leur vitesse nominale, le San Giorgio atteignant 23,2 nœuds (43,0 km/h) et le San Marco 23,75 nœuds (43,99 km/h) pendant leurs essais en mer. La plus grande différence entre les deux navires-jumeaux (sister ship) est que les turbines du San Marco se sont avérées nettement moins économiques en service (une portée de 4 800 milles nautiques (8 900 km) à une vitesse de 10 nœuds (19 km/h) et de 2 480 milles nautiques (4 590 km) à 21,25 nœuds (39,36 km/h)) par rapport aux machines à vapeur VTE de San Giorgio (6 270 milles nautiques (11 610 km) à 10 nœuds (19 km/h) et 2 640 milles nautiques (4 890 km) à 21,25 nœuds (39,36 km/h).

### Armement
L'armement principal des navires de la classe San Giorgio était constitué de quatre canons Cannone da 254/45 A Modello 1907 placés dans des tourelles jumelles à propulsion électrique à l'avant et à l'arrière de la superstructure. Les tourelles avaient un arc de tir de 260°. Le canon de 254 mm (10.0 pouces) tirait des projectiles perforants de 204,1-226,8 kg à une vitesse initiale de 870 m/s (2 850 ft/s). À une élévation maximale de +25°, les canons avaient une portée d'environ 25 000 mètres. Les navires montaient huit Cannone da 190/45 A Modello 1908 dans quatre tourelles jumelles à commande électrique, deux de chaque côté au milieu du navire, comme armement secondaire. Leur arc de tir était de 160°Cannone da 190/45. Ces canons Armstrong Whitworth de 190 mm (7,5 pouces) tiraient des obus AP de 90,9 kg à 864-892 m/s (2 835-2 927 ft/s). À une élévation maximale de +25°, les canons avaient une portée d'environ 22 000 mètres.
Pour se défendre contre les torpilleurs, le San Giorgios montait 18 canons à tir rapide (QF) de calibre 40 de 76 mm (3.0 pouces). Huit d'entre eux étaient montés dans des embrasures sur les côtés de la coque et le reste dans la superstructure. Les navires étaient également équipés d'une paire de canons QF 40 de 47 mm (1,9 pouces). Les navires de la classe San Giorgio étaient équipés de trois tubes lance-torpilles immergés de 450 mm (17,7 pouces). Pendant la Première Guerre mondiale, huit des canons de 76 mm ont été remplacés par six canons antiaériens (AA) de 76 mm et un tube lance-torpilles a été retiré.

### Protection
Les navires étaient protégés par une ceinture blindée de 200 mm d'épaisseur au milieu du navire et de 80 mm à la proue et à la poupe. La ceinture mesurait 2,2 m de haut, dont 1,5 m sous la ligne de flottaison. Le pont blindé avait 50 mm d'épaisseur et le blindage du poste de commandement 254 mm. Les tourelles de canon de 254 mm étaient protégées par un blindage de 200 mm tandis que les tourelles de 190 mm avaient un blindage de 160 mm.

## Unités de la classe
| Nom                    | Image | Constructeur                              | Quille         | Lancement        | Commission       | Retrait du service                                            |
| ---------------------- | ----- | ----------------------------------------- | -------------- | ---------------- | ---------------- | ------------------------------------------------------------- |
| San Giorgio (croiseur) |       | Regio Cantiere di Castellammare di Stabia | 4 juillet 1905 | 27 juillet 1908  | 1er juillet 1910 | 22 janvier 1941; renfloué, mais a coulé sous remorque en 1952 |
| San Marco (croiseur)   |       | Regio Cantiere di Castellammare di Stabia | 2 janvier 1907 | 20 décembre 1908 | 7 février 1911   | 1945; ferraillé en 1949                                       |

## Service

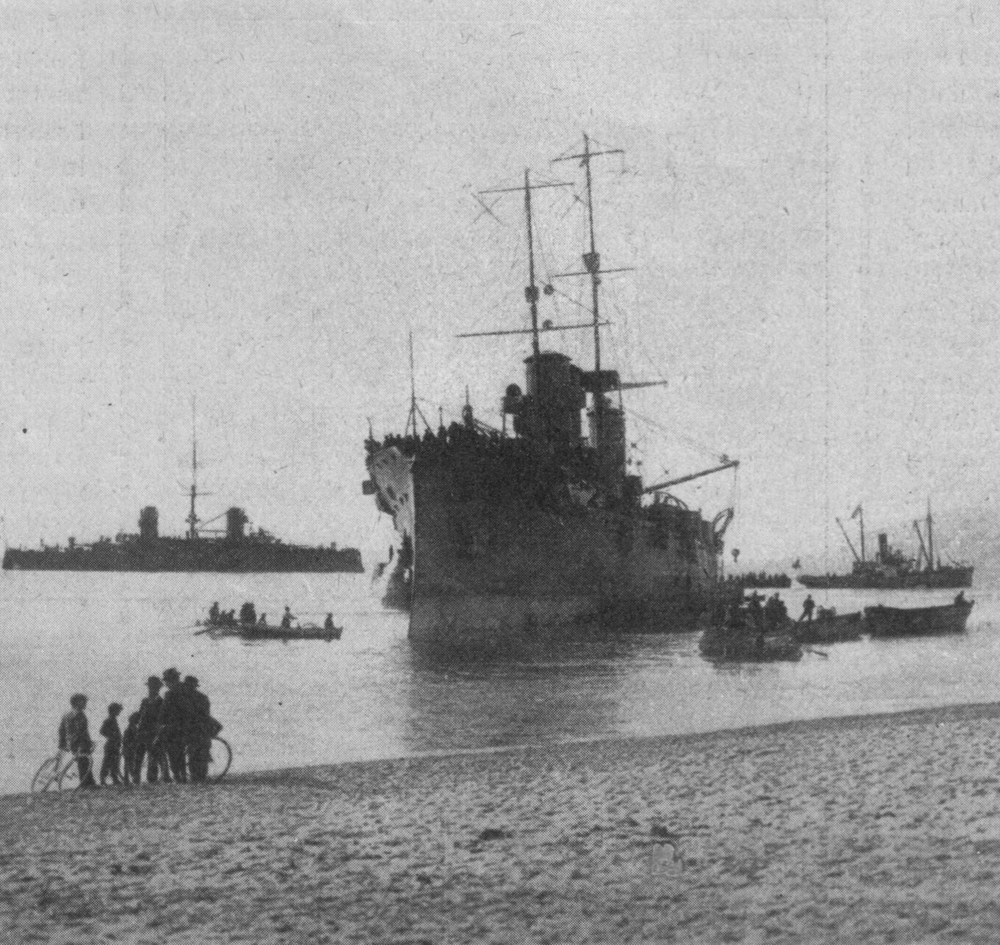
San Giorgio échoué en 1913

Le San Giorgio s'est échoué en août 1911 au large de Naples-Posillipo; fortement endommagé, il est resté en réparation jusqu'en juin 1912, manquant la plus grande partie de la guerre italo-turque. Le San Marco a soutenu les occupations de Benghazi et Derna, en Libye, pendant la guerre et a bombardé les fortifications défendant l'entrée des Dardanelles. Il a également soutenu les forces qui occupaient l'île de Rhodes en mai 1912. En février 1913, le San Giorgio croise en mer Égée et fait escale à Salonique, en Grèce, le mois suivant. Il s'échoue à nouveau le 21 novembre dans le détroit de Messine, mais n'est que légèrement endommagé.
Pendant la Première Guerre mondiale, les activités des navires ont été limitées par la menace d'une attaque sous-marine après que les croiseurs blindés Giuseppe Garibaldi et Amalfi aient été coulés par des sous-marins peu après que l'Italie se soit jointe à la guerre en mai 1915, bien que les navires aient participé au bombardement de Durrës, en Albanie, à la fin de 1918.
Après la guerre, le San Giorgio a été déployé en Extrême-Orient tandis que le San Marcos a joué un rôle mineur dans l'incident de Corfou en 1923,. Le San Giorgio, escorté par le San Marco, a transporté le prince héritier Umberto en Amérique du Sud en juillet-septembre 1924,, puis a soutenu les opérations au Somaliland italien en 1925-1926. Le navire a été désarmé et transformé en navire-cible radiocommandé en 1931-1935 ; ses vieilles chaudières ont été remplacées par quatre chaudières à mazout, ce qui a réduit sa vitesse maximale à 18 nœuds (33 km/h). Il fut capturé par les Allemands lorsqu'ils occupèrent La Spezia le 9 septembre 1943 ; le San Marcos fut retrouvé à la fin de la guerre à moitié coulé dans le port de la ville et fut démoli en 1949.
De 1930 à 1935, le San Giorgio était basé à Pola comme navire-école, et a été envoyé en Espagne après le début de la guerre civile espagnole en 1936 pour protéger les intérêts italiens. En 1937-1938, il a été reconstruit pour servir de navire-école dédié aux cadets de la marine à l'Arsenal de La Spezia : six chaudières ont été retirées et les huit restantes ont été converties pour brûler du mazout, ce qui a réduit sa vitesse à 16-17 nœuds (30-31 km/h). Chaque paire de cheminées a été réunie et ses canons 76/40 ont été remplacés par des canons de 100 mm (4 pouces)/calibre 47 dans quatre tourelles jumelles situées à côté des cheminées. Ses tubes lance-torpilles sont également retirés tandis qu'il reçoit pour la première fois une suite antiaéreienne légère, avec l'ajout de six canons Breda de 37 mm (1,5 pouces) de calibre 54, d'une douzaine de canons automatiques Breda modèle 35 de 20 mm (0,79 pouce) et de quatre mitrailleuses Breda modèle 31 de 13,2 mm (0,52 pouce) dans deux montages jumeaux,.

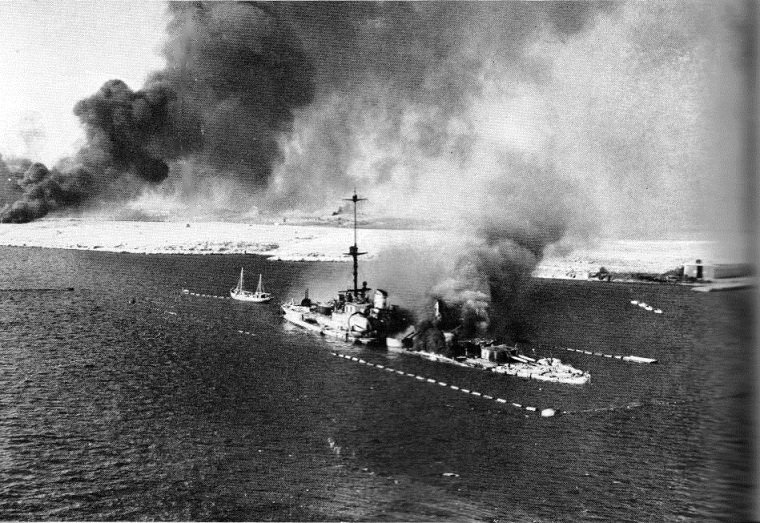
Vue aérienne du San Giorgio en feu après son sabordage

Avant d'être envoyé pour renforcer les défenses de Tobrouk au début de mai 1940, une cinquième tourelle de canon 100/47 a été ajoutée sur le gaillard d'avant et cinq autres supports jumeaux de mitrailleuses de 13,2 mm (0,52 pouce) ont été ajoutés pour mieux convenir à son nouveau rôle de batterie flottante. Deux jours après la déclaration de guerre de l'Italie à la Grande-Bretagne, le 10 juin, les croiseurs légers britanniques Gloucester et Southampton bombardent Tobrouk et attaquent le San Giorgio, qui n'est pas touché pendant l'engagement. Un sous-marin britannique tire deux torpilles sur le San Giorgio le 19 juin, mais elles explosent avant d'atteindre le navire. Les canons du navire engagent plusieurs fois les avions alliés qui attaquent Tobrouk, en détruisant plusieurs. Il a été sabordé en eau peu profonde le 22 janvier 1941 pour empêcher sa capture pendant la bataille de Tobrouk. Le San Giorgio a reçu la médaille d'or de la valeur militaire (Medaglia d'Oro al Valore Militare) pour sa performance à Tobrouk. Son épave a été renflouée en 1952, mais a coulé sous le remorquage en route vers l'Italie.